# Hapoël Jérusalem (basket-ball)
Le Hapoël Jérusalem est un club israélien de basket-ball, basé à Jérusalem.

## Historique
En 2012, l'actionnaire principal du club (avec près de 60 % des parts), Guma Aguiar, disparaît en mer. Ses parts sont vendues au groupe Allon dirigé par Ori Allon en juillet 2013. Le joueur de basket-ball Amar'e Stoudemire est aussi actionnaire du groupe Allon.
En juillet 2013, Brad Greenberg, l'entraîneur qui vient de remporter le championnat avec le Maccabi Haïfa rejoint l'Hapoël.

## Noms
Le nom du club change selon les sponsors. Le club s'est appelé Hapoël Migdal Jérusalem, puis, depuis 2014, se nomme Hapoël Bank Yahav Jérusalem.

## Palmarès
- Coupe ULEB : 2004
- Championnat d'Israël : 2015, 2017.

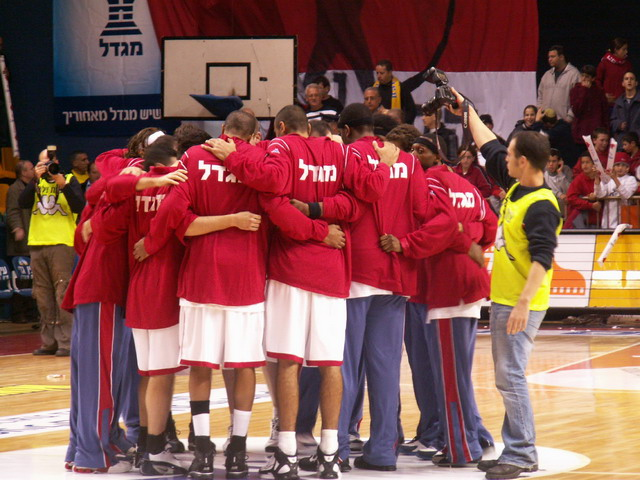
L'équipe en 2005-06

- Coupe d'Israël : 1996, 1997, 2007, 2008, 2019, 2020 et 2023

## Entraîneurs
- 1958 :  Yehoshua Rozin
- 1972-1973 :  Ralph Klein
- 2002-2003 :  Erez Edelstein
- 2004-2005 :  Erez Edelstein
- 2010-2012 :  Oded Katash
- 2014-2016 :  Danny Franco
- 2018-2021 :  Oded Katash
- 2021 :  Dainius Adomaitis
- 2021 :  Oren Amiel (en)
- 2021-2022 :  Yotam Halperin
- 2022-2024 :  Aleksandar Džikić
- depuis 2024 :  Ilías Kantzoúris

## Joueurs célèbres ou marquants
- Avery Bradley
- Tunji Awojobi
- Moshé Mizrahi
- Derwin Kitchen
- Tywain McKee
- D.J. Strawberry
- Norris Coleman
- Will Solomon
- Marcus Slaughter
- Adi Gordon
- Derrick Hamilton
- Kelly McCarty
- Emir Mutapcic
- Meir Tapiro
- Dror Hagag
- Guy Pnini
- Eugene Jeter
- Constantin Popa
- Billy Thompson
- Eric Washington
- Chester Simmons
- Papi Turgeman
- Doron Sheffer
- Jawad Williams
- Kenny Williams
- Ramel Curry
- Jason Rich

## Effectif 2017-2018
| N° | Joueur              | Poste       | Taille | Age |
| -- | ------------------- | ----------- | ------ | --- |
| 2  | Jerome Dyson        | Arrière     | 1,92 m | 30  |
| 7  | Strátos Perpéroglou | Ailier      | 2,03 m | 33  |
| 8  | Lior Eliyahu        | Ailier fort | 2,05 m | 32  |
| 9  | Austin Daye         | Ailier fort | 2,11 m | 29  |
| 10 | Yotam Halperin      | Arrière     | 1,96 m | 33  |
| 11 | Bar Timor           | Meneur      | 1,91 m | 25  |
| 12 | Yogev Ohayon        | Meneur      | 1,89 m | 30  |
| 14 | Richard Howell      | Pivot       | 2,03 m | 27  |
| 21 | Tarence Kinsey      | Ailier      | 1,98 m | 33  |

## Logos

Historique des logos de l'Hapoël Jerusalem
Logo actuel
Logo jusqu'en 2014